# Дарем (графство)
Да́рем (англ. Durham, /ˈdʌrəm/, местн. /ˈdɜrəm/) — историческое и церемониальное графство, а также унитарная единица (как часть церемониального графства) на севере Англии. Входит в состав региона Северо-Восточная Англия. С 1 апреля 2009 года церемониальное графство включает в себя четыре унитарные административные единицы — Графство Дарем, Хартлпул, Дарлингтон, Стоктон-он-Тис (часть). Столица — Дарем, крупнейшие города — Стоктон-он-Тис, Хартлпул, Дарлингтон.

## География
Церемониальное графство Дарем занимает площадь 2676 км² (19-е место), омывается с востока Северным морем, на юге граничит с церемониальным графством Северный Йоркшир, на западе с церемониальным графством Камбрия, на севере с церемониальными графствами Нортумберленд и Тайн и Уир.
Унитарная единица Дарем занимает площадь 2226 км² (6-е место), омывается с востока Северным морем, на юго-востоке граничит с унитарными единицами Хартлпул, Дарлингтон и Стоктон-он-Тис, на юге с церемониальным графством Северный Йоркшир, на западе с церемониальным графством Камбрия, на севере с церемониальными графствами Нортумберленд и Тайн и Уир.

## Население
На территории церемониального графства Дарем проживают 892 600 человек, при средней плотности населения 328 чел./км² (2008 год, List of ceremonial counties of England).
На территории унитарной единицы Дарем — 493 470 человек, при средней плотности населения 222 чел./км² (2001 год).

## Административное деление
До 2009 года церемониальное графство Дарем состояло из трех унитарных единиц и неметропольного графства Дарем состоящего из 7 районов. В 2009 году неметропольное графство Дарем было преобразовано в унитарную единицу и семь районов неметропольного графства были упразднены.
Административное деление до 2009 года:
|  | 1. Дарем (район неметропольного графства) 2. Изингтон (район неметропольного графства) 3. Седжфилд (район неметропольного графства) 4. Тиздейл (район неметропольного графства) 5. Уэр-Вэлли (район неметропольного графства) 6. Дервентсайд (район неметропольного графства) 7. Честер-ле-Стрит (район неметропольного графства) 8. Хартлпул (унитарный) 9. Дарлингтон (унитарный) 10. Стоктон-он-Тис (унитарный, лишь частично входит в церемониальное графство Дарем) |

Административное деление после реформы 2009 года:
|  | 1. Дарем (унитарный) 2. Хартлпул (унитарный) 3. Дарлингтон (унитарный) 4. Стоктон-он-Тис (унитарный, лишь частично входит в церемониальное графство Дарем) |

## Политика
Церемониальное графство Дарем управляется четырьмя политически независимыми друг от друга советами унитарных единиц (смотри административное деление). Совет унитарной единицы Дарем состоит из 126 депутатов, избранных в 63 округах. В результате последних выборов 68 мест в совете занимают лейбористы.

## Экономика
В столице графства, городе Дарем, расположена штаб-квартира крупной компании Northumbrian Water, акции которой входят в базу расчета индекса FTSE 250.
С 1975 по 1996 год в Стоктон-он-Тис работал мусоросжигательный завод Portrack Incinerator